# Google Web Accelerator

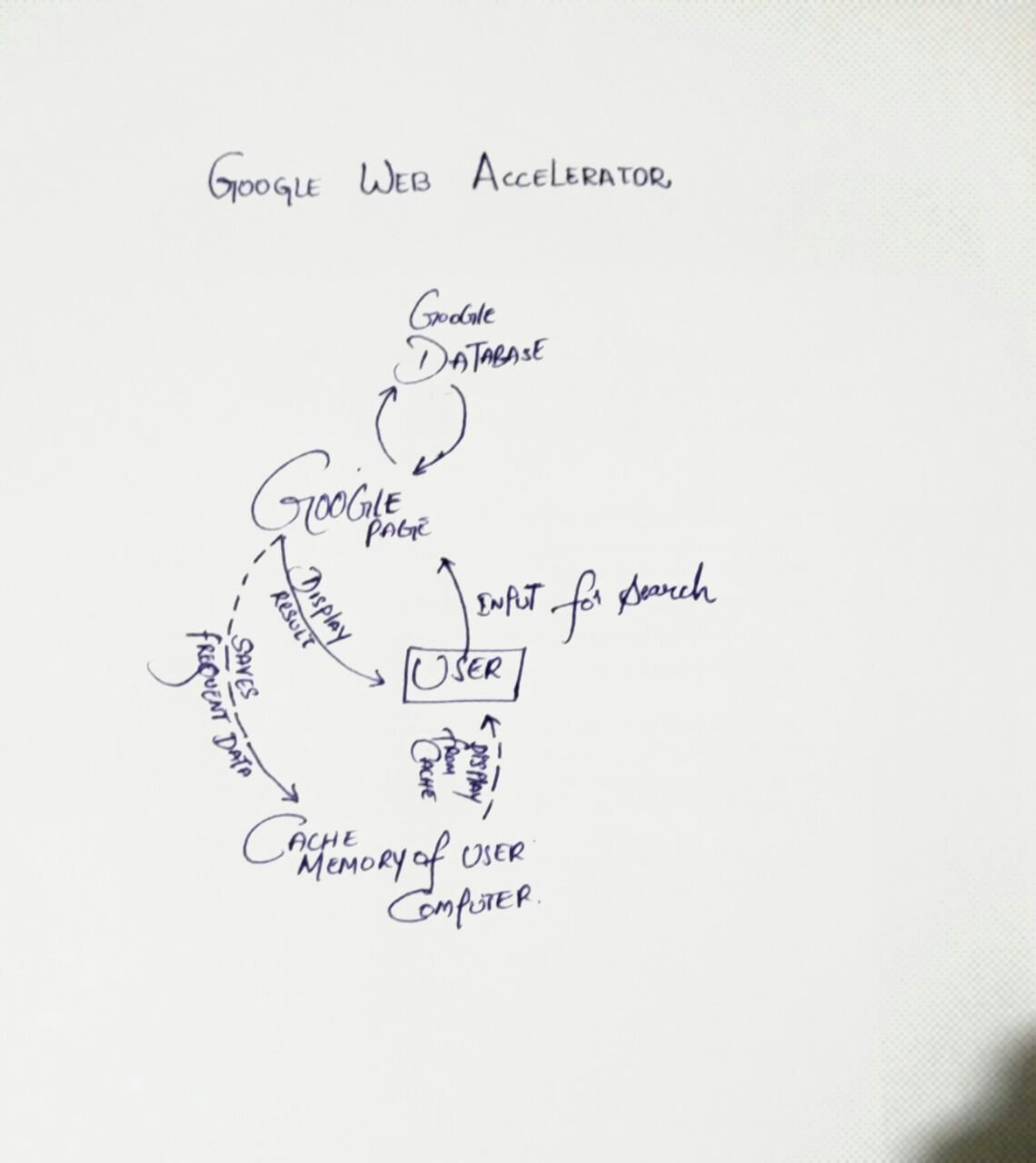
Diagrama de funcionamiento del Acelerador Web Google

Google Web Accelerator («Acelerador Web de Google») fue un acelerador web creado por Google. Utilizaba software de cliente instalado en el ordenador del usuario, y almacenaba datos en caché en los servidores de Google para acelerar los tiempos de carga de páginas por medio de la compresión de datos, la precarga de contenido y el intercambio de datos en caché entre usuarios.
La versión beta salió el 4 de mayo de 2005 y funcionaba con Mozilla Firefox 1.0+, Internet Explorer 5.5 + en Windows 2000 SP3 +, Windows XP, Windows Server 2003 y máquinas Windows Vista. Fue suspendido en octubre de 2008.

## Errores y problemas de seguridad
Se descubrió que Google Web Accelerator tenía una tendencia a evitar la reproducción de los vídeos de YouTube, mostrando en su lugar el mensaje de error "Lo sentimos, este video ya no está disponible". Al deshabilitar Google Web Accelerator, el usuario debería ser capaz de reproducir de nuevo los vídeos de YouTube sin ningún problema. También se descubrió por Subnet1 que la mayoría de los videos podían fijarse al seleccionar "No acelerar estos sitios" en las preferencias. Los usuarios también podían añadir .cache.googlevideo.com en la sección "No acelerar estos sitios" en el panel de preferencias.
Google Web Accelerator enviaba peticiones de páginas web, con la excepción de páginas web seguras (HTTPS), a Google, que registraba estas peticiones. Algunas páginas web incluían información personal en estas peticiones de páginas. Google recibía y guardaba temporalmente en caché la información de las cookies que el ordenador del usuario le enviaba en las peticiones de páginas web con el fin de mejorar el rendimiento.
Google Web Accelerator indizaba cualquier página con la que se encontraba, lo que provocaba que borrase páginas inadvertidamente por haber hecho precargas indiscriminadas de enlaces, incluso de aquellos que tenían el efecto de borrar un contenido.
Para poder realizar más rápido la entrega de contenido, en ocasiones Google Web Accelerator obtenía contenido de páginas web que el usuario no había solicitado, y lo almacenaba en su caché. A veces, las versiones de páginas web que se habían generado cuando un usuario tenía una sesión iniciada y que se habían almacenado en caché se servían a otros usuarios, permitiéndoles acceder a información de cuentas ajenas.
Algunos expertos en privacidad también expresaron su preocupación de que Google pudiera «combinar datos personales y de secuencia de clics con datos existentes del historial de búsquedas contenidos en la cookie de Google para generar un perfil extenso» de los usuarios.